# 中川七瀬
中川 七瀬（なかがわ ななせ、1955年9月8日 - ）は、日本の元女優。女優活動当時の所属芸能事務所は出海企画。
東京都杉並区出身。立教大学文学部卒業。

## 略歴
妹1人、弟1人がいる。俳優の長谷川哲夫（父の従妹・伊藤弘子の夫）と一緒に観劇した後に入った寿司屋で森繁久弥に出会い、そこで見出されスカウトされて1977年、テレビドラマ『お手々つないで』で女優デビューした。

## 親族
- 父方の祖父 - 中川一政（画家）
- 父 - 中川鋭之助（元劇団四季副社長、舞踊評論家）[3]。
- 父方の叔父 - 中川晴之助（テレビディレクター）
- 従妹 - 中川安奈（女優） 晴之助の娘
- その他の親類縁者[4] - 千田是也、岸輝子、伊藤為吉、伊藤道郎、伊藤熹朔、庄子勇、原阿佐緒、原千秋、原保美、犬塚弘、長谷川哲夫など。

## 出演

### テレビドラマ
- お手々つないで （1977年11月1日 - 1978年3月28日、テレビ朝日）
- 家族熱 （1978年7月7日 - 10月6日）
- 三男三女婿一匹III （1979年10月2日 - 1980年3月25日）[5]
- 桃太郎侍（日本テレビ）
  - 第105話「北の岬の渡り鳥」 - おかよ 役
  - 第161話「夢から来た手紙」（1979年11月18日） - お菊 役

### バラエティ
- アフタヌーンショー（テレビ朝日） - レポーター[2]
- 遠くへ行きたい（2001年3月25日） - 従妹の中川安奈と共に神戸のロケで出演し、元・女優として紹介された[6]。

### 雑誌
- 週刊明星（1977年12月18日・25日合併号、集英社）